# Дикин, Мэтт
Мэтт Дикин (англ. Matt Deakin; род. 20 мая 1980, Сан-Франциско, Калифорния) — американский гребец, выступавший за сборную США по академической гребле в период 2001—2007 годов. Чемпион летних Олимпийских игр в Афинах, трёхкратный чемпион мира, победитель и призёр многих регат национального значения.

## Биография
Мэтт Дикин родился 20 мая 1980 года в городе Сан-Франциско, Калифорния.
Заниматься академической греблей начал в 1996 году. Во время учёбы в Вашингтонском университете состоял в местной гребной команде «Вашингтон Хаскис», неоднократно принимал участие в различных студенческих соревнованиях. Позже проходил подготовку в Принстонском тренировочном центре.
Впервые заявил о себе в гребле на международной арене в 2001 году, выиграв серебряную медаль в восьмёрках на молодёжной регате в австрийском Линце. Год спустя на аналогичных соревнованиях в итальянской Генуе в той же дисциплине получил золото.
Первого серьёзного успеха на взрослом международном уровне добился в сезоне 2003 года, когда вошёл в основной состав американской национальной сборной и побывал на чемпионате мира в Милане, откуда привёз награду золотого достоинства, выигранную в зачёте распашных рулевых четвёрок.
Благодаря череде удачных выступлений удостоился права защищать честь страны на летних Олимпийских играх 2004 года в Афинах. В составе экипажа-восьмёрки в финале обошёл всех своих соперников и тем самым завоевал золотую олимпийскую медаль. Это была первая победа американских гребцов в данной дисциплине с 1964 года, здесь они также установили мировой рекорд, показав время 5:19,85.
После афинской Олимпиады Дикин остался в составе гребной команды США и продолжил принимать участие в крупнейших международных регатах. Так, в 2005 году он одержал победу в восьмёрках на мировом первенстве в Гифу.
В 2006 году на чемпионате мира в Итоне стал бронзовым призёром в восьмёрках, уступив в финале командам из Германии и Италии.
На мировом первенстве 2007 года в Мюнхене был лучшим в программе рулевых четвёрок, став таким образом трёхкратным чемпионом мира по академической гребле. Вскоре по окончании этих соревнований принял решение завершить спортивную карьеру.
За выдающиеся спортивные достижения введён в Зал славы Нью-Йоркского атлетического клуба.